# Ludwika Mąke

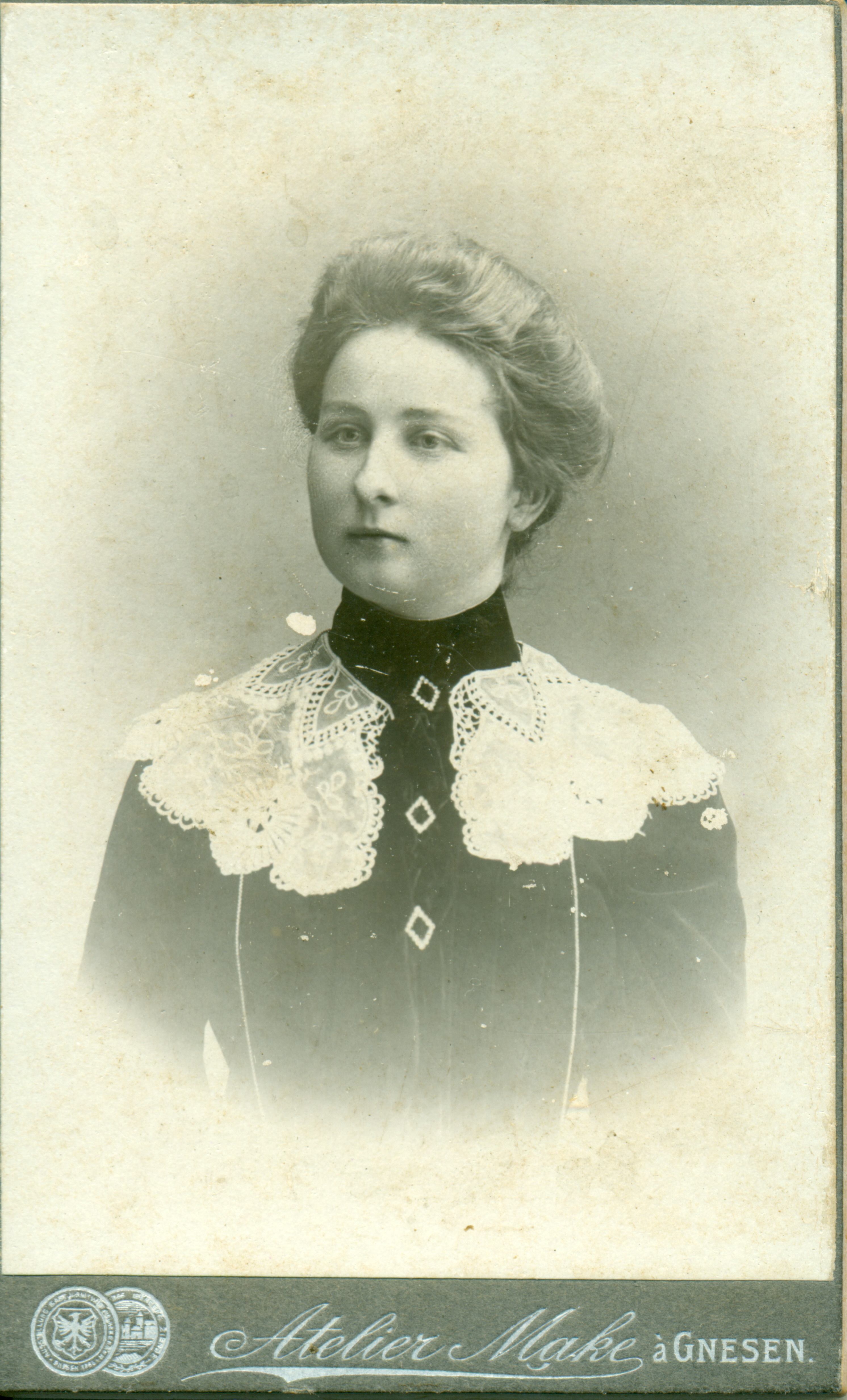
Portret kobiety wykonany przez zakład Ludwiki Mąke

Ludwika Mąke (ur. 3 sierpnia 1847 w Przylubiu, zm. 11 września 1917 w Gnieźnie) – polska fotografka, przez 35 lat prowadząca zakład w Gnieźnie.
Pierwszy zakład otworzyła w 1882 roku przy ul. Pocztowej 73b (obecnie ul. Łubieńskiego). Kilkukrotnie zmieniał on swoją lokalizację, mieszcząc się przy ul. Wilhelmowskiej 15 (obecnie ul. Dąbrówki 15), ul. Lipowej 14 (obecnie ul. Chrobrego 28), a najdłużej, od 1899 roku – przy ul. Tumskiej 5.
Zajmowała się przede wszystkim wykonywaniem portretów, ale fotografowała także miasto, a zwłaszcza wnętrze katedry. Zdjęcia te sprzedawała pojedynczo lub w albumach, rozpowszechniały je także gnieźnieńskie księgarnie. W 1897 roku wydała luksusowy Album Jubileuszowe Gniezno – 1897. W 1896 roku wzięła udział w wystawie rolniczo-przemysłowej w Gnieźnie, na której otrzymała złoty medal.
Fotografowała niemal do ostatnich dni życia. Po jej śmierci zakład przez kilka lat prowadziła jej uczennica, Pelagia Kulińska-Wierzchosławska.